# Allobates magnussoni
Allobates magnussoni es una especie de anfibio anuro de la familia Aromobatidae.

## Distribución geográfica
Esta especie es endémica de Pará en Brasil. Habita en la cuenca del río Tapajós.

## Descripción
Los machos miden de 16.09 a 19.59 mm y las hembras de 17.97 a 20.84 mm.

## Etimología
Esta especie lleva el nombre en honor a William E. Magnusson.

## Publicación original
- Lima, Simões & Kaefer, 2014 : A new species of Allobates (Anura: Aromobatidae) from the Tapajós River basin, Pará State, Brazil. Zootaxa, n.º 3889 (3), p. 355–387.[3]